# Пимкин (хутор)
Пимкин — хутор в Серафимовичском районе Волгоградской области. Входит в состав Теркинского сельского поселения.

## География
Населённый пункт расположен на западе области, в 15 км севернее х. Теркин, вблизи административной границы с МО Городской округ Михайловка. Возле хутора с запада дубовый лесной массив.
Площадь 28 га.
Уличная сеть состоит из двух географических объектов: Водников и Лесная.
Абсолютная высота 71 метр над уровня моря
.
Географическое положение
Расстояние до
центра сельсовета хутора Теркин: 15 км.
районного центра города Серафимович: 42 км.
областного центра Волгоград: 160 км.
Ближайшие населённые пункты
Нижнянка 2 км, Кундрючкин 3 км, Арчединская 4 км, Посельский 5 км,
Кепинский 6 км, Поддубный 7 км, Демочкин 7 км, Подгорный 8 км.

## Население
| 2010 | 2014 | 2015 |
| ---- | ---- | ---- |
| 7    | ↗11  | →11  |

Гендерный состав
По данным Всероссийской переписи населения 2010 года в гендерной структуре населения из 7 человек мужчин 2, женщин — 5 (28,6 и 71,4 % соответственно).
Национальный состав
Согласно результатам переписи 2002 года, в национальной структуре населения русские составляли 100 % из общей численности населения в 5 человек.

## Инфраструктура
Жители занимаются собиранием грибов, охотой, рыбалкой.

## Транспорт
Находится у автомобильной дороги 18 ОП РЗ 18А-2 «Михайловка (км 15) — Серафимович — Суровикино» (Постановление Администрации Волгоградской обл. от 24.05.2010 N 231-п (ред. от 26.02.2018) «Об утверждении Перечня автомобильных дорог общего пользования регионального или межмуниципального значения Волгоградской области»).
Остановка общественного транспорта «Пимкин». Проходит автобусный маршрут 630 «Калач-на-Дону — Москва».